# فهرست آثار حسین بهزاد
در زیر فهرستی از آثار حسین بهزاد (۱۲۷۳–۲۱ مهر ۱۳۴۷) آمده‌است. این آثار در «موزهٔ استاد حسین بهزاد» واقع در کاخ‌موزه سعدآباد و مجموعه‌های خصوصی نگه‌داری می‌شوند.

## فهرست
| نگاره | عنوان                                         | تاریخ            | ابعاد (سانتی‌متر) | تکنیک                              | مجموعه         | منبع   |
| ----- | --------------------------------------------- | ---------------- | ---------------- | ---------------------------------- | -------------- | ------ |
|       | مولانا                                        | ۲ مهر ۱۳۳۶       | ۴۱/۷×۵۵/۷        |                                    | مجموعه سعدآباد | [ ۱ ]  |
|       | زکریای رازی                                   | ۳ بهمن ۱۳۴۰      | ۳۵×۵۰            | قلم‌گیری گواش روی مقوا              | مجموعه سعدآباد | [ ۲ ]  |
|       | نورعلی‌شاه                                     | ۷ مرداد ۱۳۳۰     | ۳۷×۵۰/۵          |                                    | مجموعه سعدآباد | [ ۳ ]  |
|       | سعدی                                          | ۲۱ خرداد ۱۳۴۳    | ۴۵×۶۵            | قلم‌گیری با گواش روی مقوا           | مجموعه سعدآباد | [ ۴ ]  |
|       | جوانی حافظ                                    | ۲۵ اردیبهشت ۱۳۳۱ | ۴۵/۷×۵۵          | قلم‌گیری گواش روی مقوای سیاه        | مجموعه سعدآباد | [ ۵ ]  |
|       | خیام                                          | ۳ خرداد ۱۳۳۵     | ۲۲×۳۲            |                                    | مجموعه سعدآباد | [ ۶ ]  |
|       | شیخ صفی‌الدین ارموی                            | ۱۳۴۰             | ۴۴×۵۸/۷          |                                    | مجموعه سعدآباد | [ ۷ ]  |
|       | شاه عباس و همراهان                            |                  | ۱۷/۵×۲۲          |                                    | مجموعه سعدآباد | [ ۸ ]  |
|       | زکریای رازی در حال طبابت                      | ۲۵ مهر ۱۳۴۳      | ۲۱/۸×۲۹/۹        |                                    |                | [ ۹ ]  |
|       | فردوسی و نماهای مصور از شاهنامه               | ۱۵ دی ۱۳۴۱       | ۵۰×۹۶/۵          |                                    | مجموعه سعدآباد | [ ۱۰ ] |
|       | شیخ صنعان و دختر ترسا                         | ۸ اردیبهشت ۱۳۴۶  | ۲۵×۳۵            | مرکب روی مقوا                      | مجموعه سعدآباد | [ ۱۱ ] |
|       | مجلس درس حکیم عمر خیام                        |                  | ۱۵/۵×۲۵/۵        | آبرنگ روی کاغذ                     | مجموعه سعدآباد | [ ۱۲ ] |
|       | سرمست به میخانه گذر کردم دوش                  | ۷ دی ۱۳۴۰        | ۴۹×۶۱/۵          | آبرنگ و گواش روی مقوا              | مجموعه سعدآباد | [ ۱۳ ] |
|       | این کوزه چو من عاشق زاری بوده‌است              | ۱۰ آبان ۱۳۲۳     | ۴۳×۶۲/۵          | قلم سفید بر زمینه مشکی             | مجموعه سعدآباد | [ ۱۴ ] |
|       | افسوس که نامه جوانی طی شد                     | ۱۲ دی ۱۳۳۸       | ۴۶×۶۷/۵          | گواش روی مقوا                      | مجموعه سعدآباد | [ ۱۵ ] |
|       | هنگام سپیده‌دم خروس سحری                       | ۷ دی ۱۳۴۰        | ۷۵/۵×۵۷          |                                    | مجموعه سعدآباد | [ ۱۶ ] |
|       | بناهای آباد گردد خراب ز باران و از تابش آفتاب | ۲ شهریور ۱۳۳۶    | ۴۹×۷۲            |                                    | مجموعه سعدآباد | [ ۱۷ ] |
|       | شیرین و فرهاد کوه‌کن                           |                  | ۴۹/۶×۳۶/۵        |                                    | مجموعه سعدآباد | [ ۱۸ ] |
|       | بهرام و گل‌اندام                               | ۶ آذر ۱۳۲۲       | ۴۰/۳×۶۰/۳        |                                    | مجموعه سعدآباد | [ ۱۹ ] |
|       | رمال                                          | نامشخص (ناتمام)  | ۴۴×۶۱            | آبرنگ و گواش روی فیبر              | مجموعه سعدآباد | [ ۲۰ ] |
|       | کوزه‌گر                                        | ۴ شهریور ۱۳۳۲    | ۲۷×۳۶/۵          | آبرنگ و گواش روی مقوا              | مجموعه سعدآباد | [ ۲۱ ] |
|       | چوپان                                         | ۲۶ مرداد ۱۳۳۶    | ۳۱/۲×۴۳/۷        | آبرنگ و گواش روی مقوا              | مجموعه سعدآباد | [ ۲۲ ] |
|       | سقا                                           | ۲ شهریور ۱۳۳۳    | ۲۸/۵×۴۲          | آبرنگ و گواش روی مقوا              | مجموعه سعدآباد | [ ۲۳ ] |
|       | دهقان                                         |                  | ۳۵×۴۴/۵          | آبرنگ و گواش روی مقوا              | مجموعه سعدآباد | [ ۲۴ ] |
|       | پیر جوزکش                                     | ۹ شهریور ۱۳۳۵    | ۳۹/۵×۵۹/۵        | قلم‌گیری گواش سفید روی مقوای قهوه‌ای | مجموعه سعدآباد | [ ۲۵ ] |
|       | مسح                                           | ۱۱ دی ۱۳۳۶       | ۲۶/۵×۳۶          | آبرنگ و گواش روی مقوا              | مجموعه سعدآباد | [ ۲۶ ] |
|       | بهار و سه‌تار                                  | ۲۴ مهر ۱۳۴۴      | ۳۸×۵۰/۸          | گواش روی فیبر                      | مجموعه سعدآباد | [ ۲۷ ] |
|       | وضو                                           | ۲ تیر ۱۳۳۶       | ۴۱×۵۳/۵          | آبرنگ و گواش روی مقوا              | مجموعه سعدآباد | [ ۲۸ ] |
|       | شاهزاده خانم باز بدست                         |                  | ۲۱/۲×۳۵          | آبرنگ و گواش روی مقوا              | مجموعه سعدآباد | [ ۲۹ ] |
|       | درویش                                         | ۱۰ بهمن ۱۳۴۳     | ۳۳/۵×۴۸          | قلم‌گیری گواش روی مقوای سیاه        | مجموعه سعدآباد | [ ۳۰ ] |
|       | چوپان نی‌نواز                                  | ۲۵ آبان ۱۳۳۹     | ۳۳/۸×۴۹/۵        | قلم‌گیری گواش سفید روی مقوای سیاه   | مجموعه سعدآباد | [ ۳۱ ] |
|       | کارگاه کوزه‌گری                                | ۱۱ آبان ۱۳۴۱     |                  | آبرنگ روی کاغذ                     | مجموعه سعدآباد | [ ۳۲ ] |
|       | ساقی‌نامهٔ حافظ                                 | ۱۹ فروردین ۱۳۲۱  | ۲۹/۷×۳۹/۷        | قلم‌گیری گواش بر روی کاغذ سیاه      | مجموعه سعدآباد | [ ۳۳ ] |
|       | پیر چنگی                                      | ۳ شهریور ۱۳۳۸    | ۴۶/۵×۳۲/۵        | گواش و آبرنگ روی مقوا              | مجموعه سعدآباد | [ ۳۴ ] |
|       | مجلس درس و بزم                                |                  | ۱۵×۲۲            | آبرنگ بر روی کاغذ سفید             | مجموعه سعدآباد | [ ۳۵ ] |
|       | بانو و کنیزش                                  |                  | ۸×۱۵             | آبرنگ روی کاغذ                     | مجموعه سعدآباد | [ ۳۶ ] |
|       | کرشمه                                         | ۳۰ دی ۱۳۴۲       | ۴۲×۶۱/۵          |                                    | مجموعه سعدآباد | [ ۳۷ ] |
|       | مجلس بزم                                      |                  | ۱۶×۲۱/۵          |                                    | مجموعه سعدآباد | [ ۳۸ ] |
|       | چوگان                                         |                  | ۲۳×۳۵            |                                    | مجموعه سعدآباد | [ ۳۹ ] |
|       | کوزه‌گر دهر                                    | ۱۴ تیر ۱۳۳۴      | ۳۹×۵۰            | گواش روی فیبر                      | مجموعه سعدآباد | [ ۴۰ ] |
|       | رقصنده                                        | ۳۱ خرداد ۱۳۲۲    | ۴۹×۶۲            | گواش و مرکب روی کاغذ سیاه          |                | [ ۴۱ ] |
|       |                                               | ۱۳۳۰             | ۳۵/۲×۴۶/۸        |                                    |                | [ ۴۲ ] |